# Constantin von Ettingshausen
Barón Constantin von Ettingshausen (Viena, 16 de junio de 1826 - Graz, 1 de febrero de 1897) fue un botánico, micólogo, algólogo, briólogo, pteridólogo y paleontólogo austríaco.

## Biografía
Era aborigen de Viena. Y estudió medicina en su universidad, donde obtuvo el doctorado en 1848, y se convirtió en profesor en 1854 de botánica y de historia natural en la academia militar médica y quirúrgica de esa ciudad. Después de eso realizó numerosos viajes encomendados por el Instituto Geológico para recogida de muestras.
En 1871 llegó a ser profesor de Botánica en la Universidad de Graz, una posición que ocupó hasta el final de su vida, donde en 1881 era el rector.
Investigó en las floras del terciario de varias partes de Europa, y en los floras fósiles de Australia y de Nueva Zelanda.

## Algunas publicaciones
- Physiographie der MedicinalPflanzen (1862)

- Die Farnkruter der Jetztwelt zur Untersuchung and Bestimmung der in den Formationen der Erdrinde eingeschiossenen Uberreste von vorweltlichen Arten dieser Ordnung nach dem Flchen-Skelet bearbeitet (1865)

- Physiotypia plantarum austriacarum, con Alois Pokorny (1826-1886) (1873)

- A Monograph of the British Eocene Flora, con John Sharkie Gardner (1844-1930) (dos vv. 1879-1886)

## Honores
- 1856: miembro de Leopoldina

### Eponimia
- (Combretaceae) Pokornya ettingshausenii Montrouz.[1]

- (Gentianaceae) Gentiana ettingshausenii F.Muell.[2]